# Яковлевское (Устюженский район)
Яковлевское — деревня в Устюженском районе Вологодской области.
Входит в состав Устюженского сельского поселения (с 1 января 2006 года по 9 апреля 2009 года входила в Перское сельское поселение), с точки зрения административно-территориального деления — центр Перского сельсовета.
Расстояние по автодороге до районного центра Устюжны — 21 км. Ближайшие населённые пункты — Алекино, Максимовское, Перя, Поповка, Федоровское.
Население по данным переписи 2002 года — 247 человек (119 мужчин, 128 женщин). Всё население — русские.